# El Boalo

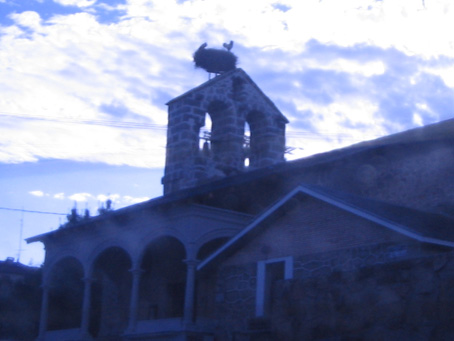
Iglesia de san Sebastián Mártir, situada en El Boalo (núcleo).

El Boalo là một đô thị trong Cộng đồng Madrid, Tây Ban Nha. Đô thị El Boalo có diện tích 39,59 km², dân số theo điều tra năm 2010 của Viện thống kê quốc gia Tây Ban Nha là 6638 người. Đô thị El Boalo nằm ở khu vực có độ cao 980 mét trên mực nước biển.